# Italo Righi
Italo Righi (ur. 14 czerwca 1959 w Sassofeltrio) – sanmaryński polityk, deputowany do Wielkiej Rady Generalnej od 2008, kapitan regent od 1 kwietnia do 1 października 2012 oraz od 1 kwietnia 2025.

## Życiorys
Italo Righi urodził się w 1959 w Sassofeltrio we Włoszech. W 1985 wstąpił do Chrześcijańsko-Demokratycznej Partii San Marino (PDCS). W 1990 rozpoczął pracę jako instruktor nauki jazdy. Od 1984 do 1994 był członkiem władz lokalnych Montegiardino, a w latach 1997–2008 pełnił funkcję kapitana Zamku Montegiardino.
W 2008 został wybrany deputowanym do Wielkiej Rady Generalnej z ramienia PDCS. Wszedł w skład parlamentarnej Komisji Spraw Zagranicznych oraz Komisji Spraw Wewnętrznych. 19 marca 2012 został wybrany przez parlament na urząd kapitana regenta. Urząd objął 1 kwietnia 2012 razem z Maurizio Rattinim na półroczną kadencję. Ponownie został kapitanem regentem 1 kwietnia 2025.